# El puente de Casandra
El puente de Casandra (Título original: The Cassandra Crossing) es una película de catástrofes de 1976 dirigida por George Pan Cosmatos y protagonizada por Sophia Loren, Richard Harris, Burt Lancaster, Lee Strasberg y O.J. Simpson sobre un terrorista sueco infectado que desata un contagio masivo entre el pasaje de una línea ferroviaria de largo recorrido.

## Sinopsis
Al descubrirse la existencia de un virus infeccioso en la misión estadounidense en la Organización Internacional de la Salud, tres terroristas buscan hacer estallar la misma. Dos de ellos son neutralizados por el personal de seguridad, pero el tercer terrorista, Eklund, escapa y se refugia en un tren que va de Ginebra a Estocolmo. Stradner cree que el tren debe detenerse para que el terrorista pueda ser retirado y puesto en cuarentena, pero al coronel Mackenzie le preocupa que todos los pasajeros del tren puedan estar infectados. Mackenzie insiste en desviar el tren a una línea de ferrocarril en desuso que va a un antiguo campo de concentración nazi en Polonia, donde los pasajeros serán puestos en cuarentena. Sin embargo, la línea cruza un puente de acero peligrosamente en mal estado conocido como el Puente de Casandra, fuera de servicio desde 1948.
Mackenzie comprende que el puente podría colapsar cuando el tren pase sobre él. La presencia del terrorista infectado y el desvío del tren precipitan el segundo conflicto, entre los pasajeros del tren; Entre ellos se encuentran el famoso neurólogo Jonathan Chamberlain; su exesposa Jennifer Rispoli Chamberlain; el superviviente del Holocausto Herman Kaplan; Navarro, que es un traficante de heroína perseguido por el agente de Interpol Haley, quien viaja encubierto como sacerdote.
Mackenzie informa a Chamberlain de la presencia de Eklund, quien es encontrado, pero los intentos de sacarlo a través de un helicóptero no tienen éxito porque el tren entra en un túnel. A Chamberlain también se le dice que la plaga tiene una tasa de mortalidad del 60%. Mackenzie, sin embargo, informa a los pasajeros que la policía ha recibido informes de bombas anarquistas colocadas a lo largo de la vía férrea y que el tren se desviará a Núremberg. Allí, el tren se sella con un sistema de oxígeno cerrado y se coloca a un equipo médico del Ejército de los EE. UU. A bordo, con el terrorista ahora fallecido en un ataúd herméticamente cerrado. Chamberlain comienza a sospechar que la enfermedad no es tan grave como se pensó originalmente: pocos de los pasajeros se han infectado y pocos de ellos han muerto. Él sugiere a MacKenzie que la parte infectada del tren se desacople y se aísle, pero MacKenzie, actuando bajo órdenes, no tiene la intención de detener el tren: si, como se esperaba, el Puente de Casandra colapsa, los pasajeros morirán y de esa forma se acabará la infección. 
Chamberlain y Haley forman un grupo de pasajeros para superar a los guardias y tomar el control del tren antes de que llegue al puente condenado. Tras luchar con los guardias Chamberlain logra separar la mitad trasera del tren, esperando que con menos peso la mitad delantera cruce con seguridad. Pero el puente se derrumba, matando a todos a bordo de la mitad delantera. Max, el conductor del tren, aplica los frenos manuales y detiene los vagones restantes justo antes de llegar al puente derribado. Los supervivientes pronto evacuan los vagones restantes y se dirigen a pie, ya no bajo vigilancia ni cuarentena. En Ginebra, tanto Stradner como MacKenzie parten. Después de que se van, el Mayor Stack informa al superior de MacKenzie que tanto el coronel como el médico están bajo vigilancia.

## Reparto
- Sophia Loren - Jennifer Rispoli Chamberlain
- Richard Harris - Jonathan Chamberlain
- Burt Lancaster - Col. Stephen MacKenzie
- Martin Sheen - Robby Navarro
- Lee Strasberg - Herman Kaplan
- Ava Gardner - Nicole Dressler
- Ingrid Thulin - Elena Stradner
- O. J. Simpson - Haley
- Lionel Stander - Max the Conductor
- Ann Turkel - Susan
- John Phillip Law - Major Stack
- Alida Valli - Nanny
- Lou Castel - Eklund

## Gazapos
- En un momento de la epopeya, deciden recoger del tren a un perro para someterlo a observación en la sede central de la OIS; la operación se realiza bajando una cesta desde un helicóptero para que el doctor Chamberlain coloque al chucho en ella. Como es obvio, para realizar una operación de este tipo la catenaria es un gran inconveniente, pues no hay problema, mientras dura la recogida del perro, la catenaria y los postes, simplemente, desaparecen.
- Cuando el tren sale de Núremberg, la locomotora tracciona el tren en marcha atrás, en la escena siguiente ha girado milagrosamente sobre sí misma y el convoy ya circula con la locomotora de cara.
- Al llegar al puente de Casandra, los héroes consiguen desenganchar sus vagones de cola del resto del tren y salvar así sus vidas. Los frenos por aire comprimido de los trenes como el de la película actúan automáticamente si hay una pérdida de presión en el circuito. En nuestro film los vagones son detenidos a mano por el jefe de tren mediante el volante de frenado mecánico de los vagones.
- El puente de arco de acero que se muestra en la película es en realidad el Viaducto de Garabit en el sur de Francia, construido entre 1880 y 1884 por Gustave Eiffel, quien más tarde construyó la torre Eiffel.[2]
- En la escena de Núremberg, donde las ventanillas del tren son cubiertas con planchas para impedir la fuga de los pasajeros, aparece una locomotora eléctrica italiana de clase E646, pero con marcas suizas. Y se cambia por una diésel de clase D 143 italiana antigua del ejército de EE UU. Poco después de esa escena en el clímax del puente, el tren es arrastrado por una locomotora diésel francesa de clase BB 66000.[3]
- Al comienzo de la película, los pasajeros llegan a la estación de Ginebra-Cornavin para embarcarse en el tren. Las escenas se rodaron en la estación de Basilea SBB. Donde el Dr. Chamberlain ingresa a la estación, los tranvías BVB de color verde y la Plaza de la Estación Central de Basilea se pueden ver al fondo.[4]